# William Henry Giles Kingston
William Henry Giles Kingston (Londra, 28 febbraio 1814 – Middlesex, 5 agosto 1880) è stato uno scrittore britannico.
Esponente della letteratura vittoriana, è principalmente noto come autore di racconti per ragazzi.

## Biografia
Figlio di un mercante, Kingston trascorse la maggior parte della sua infanzia a Porto, in Portogallo, e, all'età di 10 anni, tornò in Inghilterra per frequentare gli studi presso l'Eagle House di Hammersmith, a Londra. Lasciata la scuola, completò gli studi con un insegnante privato e nel 1832 partì per un viaggio durato nove mesi tra Francia e Italia. Nel 1833 fece ritorno in Portogallo per lavorare con il padre e, tra il 1833 e il 1845, visse tra Porto e Londra. In questo periodo, Kingston maturò l'interesse per la scrittura, redigendo alcuni articoli di giornale e fondò alcune testate a tematica imperialista come The Colonist, The Colonial Magazine e The East Indian Review. 
Nel 1843 iniziò la carriera di romanziere per un pubblico giovanile. Con la sua vasta produzione letteraria (scrisse più di 150 racconti), Kingston contribuì a far emergere una generazione di piccoli borghesi, che come valori avevano la morale cristiana, l'orgoglio e il predominio britannico nel mondo. I suoi romanzi eranoì indirizzati ai figli delle classi inglesi più agiate e contribuirono a diffondere il sentimento colonialista nelle giovani generazioni anglosassoni. Kingston raggiunse il suo apice come scrittore con l'opera Peter the Whaler, che lo convinse ad abbandonare gli affari di famiglia e a dedicarsi esclusivamente alla letteratura. 
Nel 1853 sposò Agnes Kinloch, figlia di Charles, un capitano che combatté nella guerra d'indipendenza spagnola. La coppia ebbe otto figli. Agli inizi del 1860 ebbe gravi problemi finanziari derivati dalla sua attività editoriale, che si protrarranno fino alla fine della sua vita. Nel 1870, Kingston entrò in contatto con l'editore "Sampson Low and Marston" per tradurre alcune opere di Jules Verne. Benché le traduzioni siano accreditate a lui, in realtà furono ad opera di sua moglie Agnes. Nel gennaio del 1880, fondò The Union Jack, settimanale illustrato per ragazzini ma dovette lasciare la direzione poco tempo dopo a causa di problemi di salute (era malato di cancro), lasciando l'incarico a George Alfred Henty. Kingston si spense nella sua dimora a Willesden, nel Middlesex, nello stesso anno e alcune opere uscirono postume.
Robert Louis Stevenson lo menzionò nel poema che fa da prefazione a L'isola del tesoro (1883).

## Alcune opere
- The Circassian Chief (1844)
- Peter the Whaler (1851)
- Blue Jackets (1854)
- Digby Heathcote (1860)
- The Cruise of the Frolic (1860)
- The Fireships (1862)

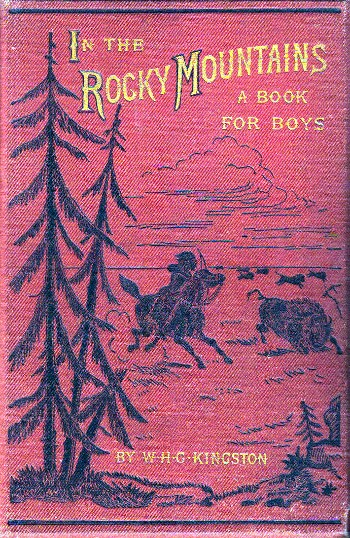
Copertina dell'opera In the Rocky Mountains

- The midshipman Marmaduke Merry (1863)
- Foxholme Hall (1867)
- Ben Burton (1872)
- The Three Midshipmen (1873)
- The Three Lieutenants (1876)
- The Three Commanders (1876)
- The Three Admirals (1878)
- Kidnapping in the Pacific (1879)
- In the Rocky Mountains (1882)
- Hendriks the Hunter (1884)